# 河野義勝
河野 義勝（こうの よしかつ、1958年4月3日 - ）とは、武蔵野興業株式会社代表取締役社長及び日本の中国武術家。八卦掌第四世伝人。
18歳より王樹金より太極拳・形意拳・八卦掌、一貫道（天道）を学び、入門し拝師門徒（内弟子）となる。王樹金が来日中は、自宅に泊め衣食住にわたり世話をした。
國學院大學法学部卒。妻に優子がいる。
現在は事業を続けながら、義誠国術館を設立し王樹金より学んだ中国武術と一貫道（天道）を伝えている。